# 今井站
今井站（日语：／ Imai eki */?）是位於日本長野縣長野市川中島町的東日本旅客鐵道（JR東日本）信越本線鐵路車站。

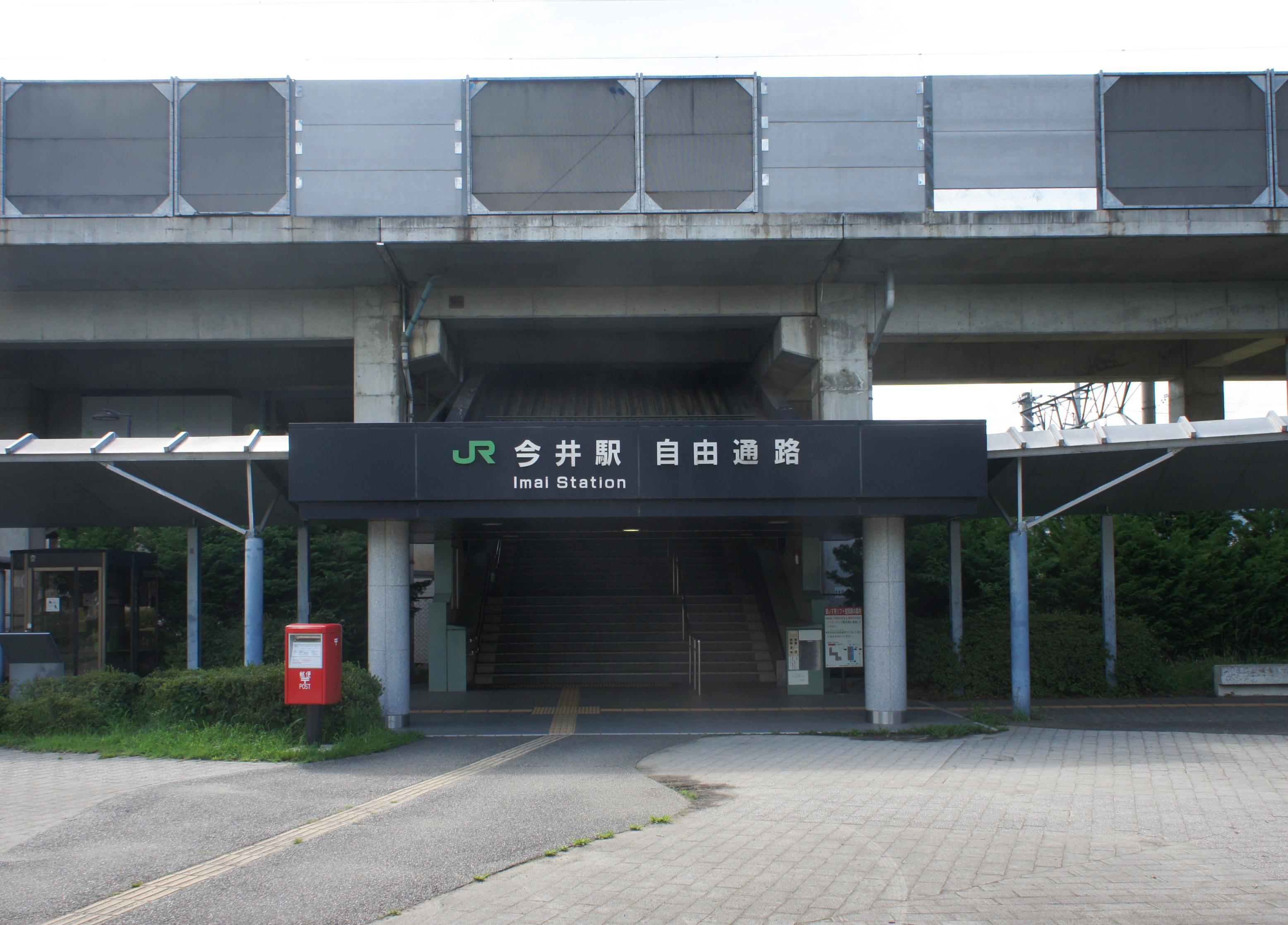
東口（2021年7月）

## 車站結構

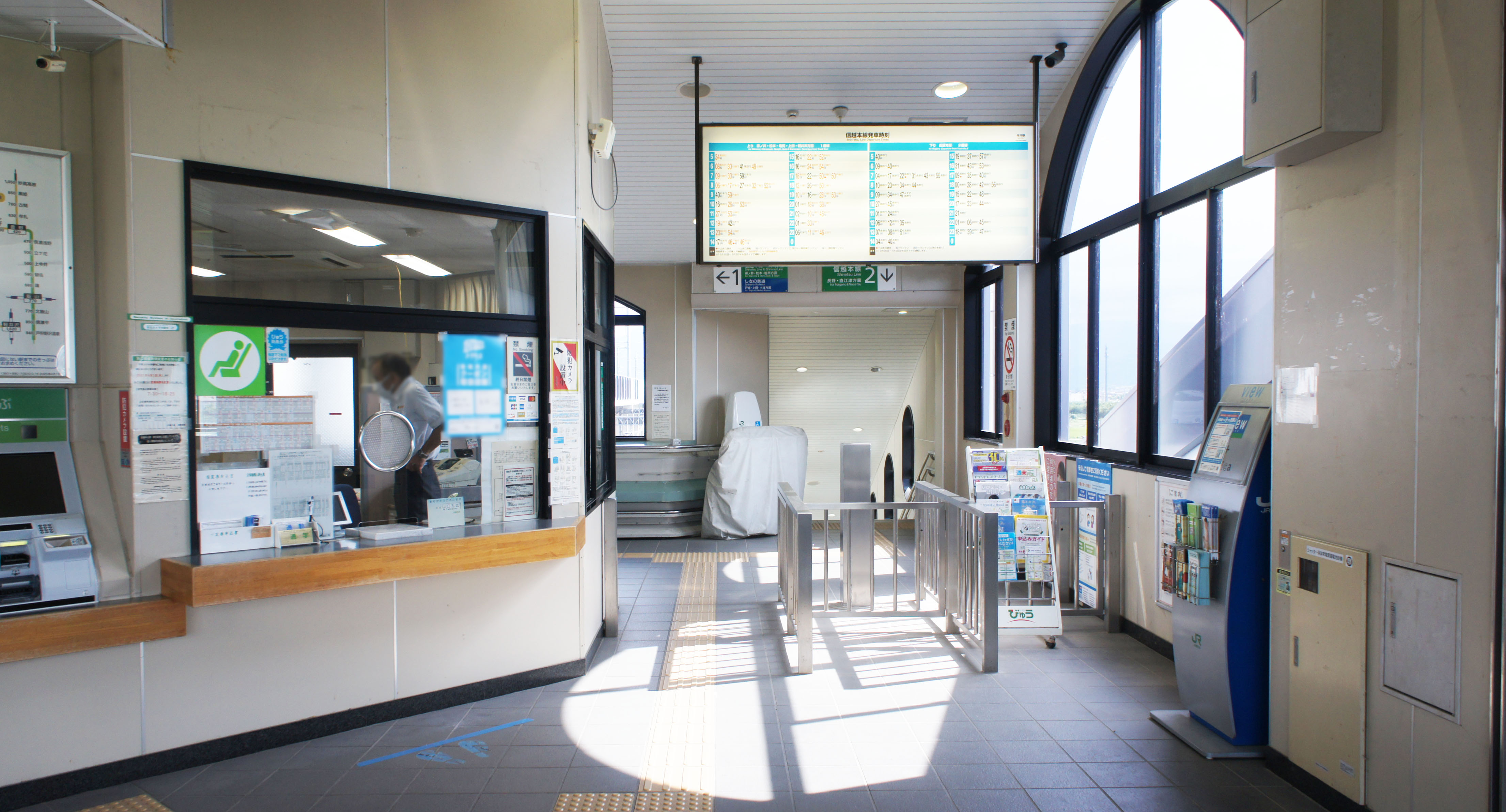
檢票口（2021年7月）

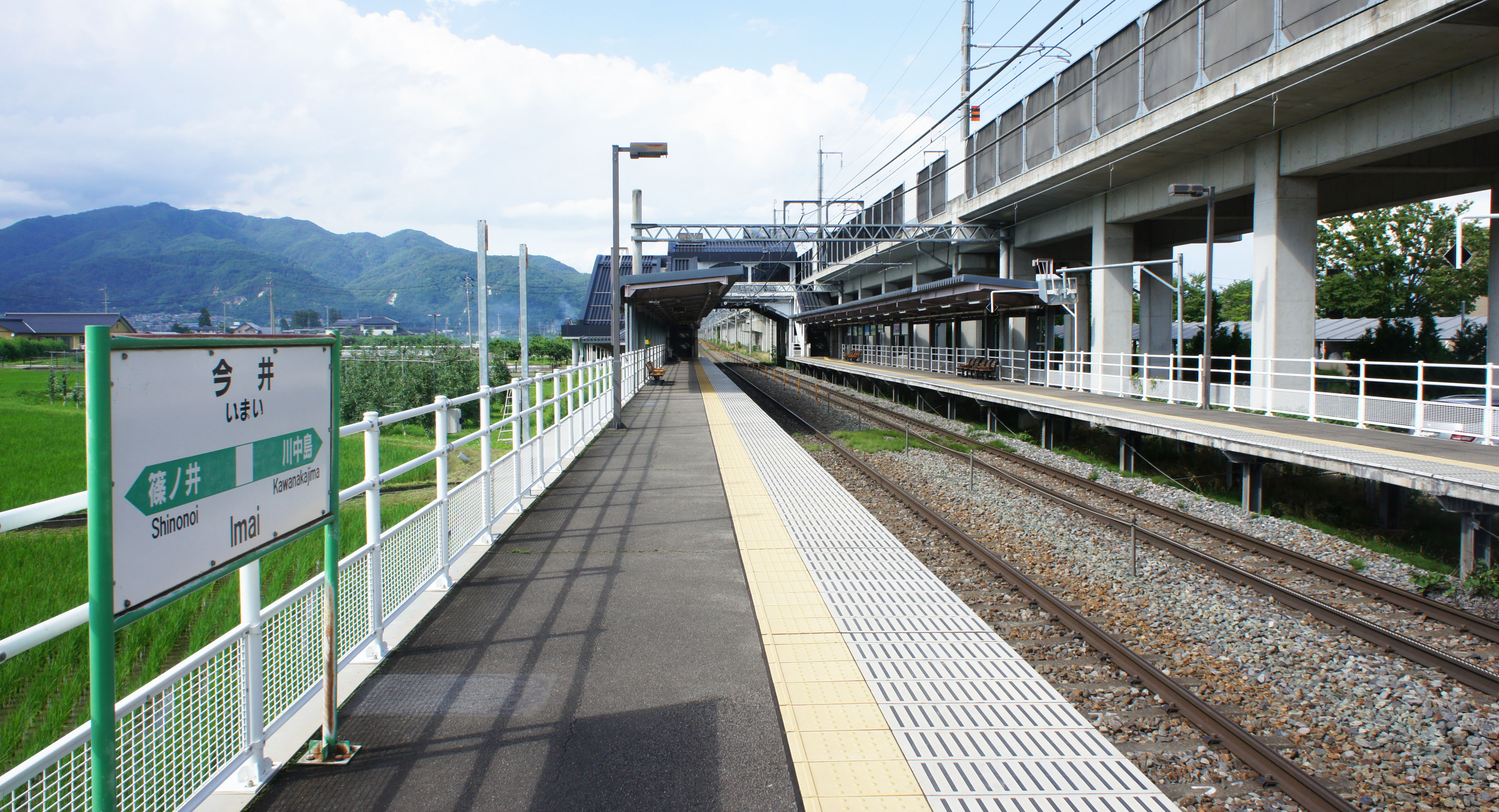
月台（2021年7月）

對向式月台2面2線的地面車站，兼設有自由通道和跨站式站房。

### 月台配置
| 月台 | 路線                 | 方向 | 目的地                 |
| ---- | -------------------- | ---- | ---------------------- |
| 1    | ■信越本線、■篠之井線 | 上行 | 篠之井、松本、鹽尻方向 |
| 1    | 直通■信濃鐵道線      | 上行 | 戶倉、上田、小諸方向   |
| 2    | ■信越本線            | 下行 | 長野方向               |

## 車站周邊
- 西友川中島店

## 历史
- 1997年（平成9年）10月1日：開業。

## 相鄰車站
東日本旅客鐵道
■信越本線
□快速「信濃日出」、□快速「信濃日落」、□快速
通過
■普通（包括「水篶」）
篠之井－今井－川中島